# 銅色刺尾蜂鳥
銅色刺尾蜂鳥（学名：Discosura letitiae）是一種蜂鳥。
現時共發現了兩個銅色刺尾蜂鳥的標本，都是在玻利維亞採集的。有關牠們的行為及習性不明，但很有可能與其他蜂鳥相近。有指牠們其實是扇尾蜂鳥的混種或變種，但現時已肯定牠們是一個獨立物種。